# Cataenococcus hispidus
Cataenococcus hispidus är en insektsart som först beskrevs av Morrison 1921.  Cataenococcus hispidus ingår i släktet Cataenococcus och familjen ullsköldlöss. Inga underarter finns listade i Catalogue of Life.